# Nadbudowa społeczeństwa
Nadbudowa społeczeństwa (również nadbudowa instytucjonalno-ideologiczna) – w teorii marksistowskiej, ogół nieekonomicznych instytucji, działań i form świadomości społecznej występujących w danym społeczeństwie. Nadbudowa determinowana jest przez bazę, czyli ogół stosunków produkcji. Rzecz jasna, że nadbudowa zależy także od sił wytwórczych, ale ten związek nie jest bezpośredni. Przecież w krajach socjalistycznych i kapitalistycznych używa się jednakowych środków produkcji, ale ustrój polityczny, ideologia, moralność są biegunowo różne, antagonistyczne. Wynika stąd, że wpływ sił wytwórczych na nadbudowę dokonuje się poprzez stosunki produkcji.
Nadbudowę stanowią m.in. państwo i organy jego działania (administracja, wojsko, policja, sądy), instytucje wychowania i kształcenia, nauka, różne grupy wyznaniowe, rodzina i stosunki pokrewieństwa, prawo, moralność, sztuka, filozofia, doktryny polityczne i społeczne itp.
W teorii materializmu historycznego mamy do czynienia z szerszym i węższym rozumieniem pojęcia nadbudowy społeczeństwa. Węższe rozumienie wyklucza z grona form nadbudowy rodzinę i język, a także pozwala precyzyjnie odróżniać strukturę klasową od struktury warstwowej (klas od warstw społecznych) danego społeczeństwa.